# Beñat Albizuri
Beñat Albizuri Aransolo (* 17. Mai 1981 in Berriz, Provinz Bizkaia) ist ein spanischer Radrennfahrer.

## Karriere
2002 machte Beñat Albizuri das erste Mal auf sich aufmerksam, als er Zweiter auf der dritten Etappe der baskischen Rundfahrt Bidasoa Itzulia wurde. Im Jahr 2004 wurde er Zweiter beim Eintagesrennen Memorial Valenciaga und gewann der Kriterium Prueba Santa Cruz.
Albizuri begann seine Karriere 2005 bei dem Radsport-Team Orbea. Schon im August fuhr er dann für Euskaltel-Euskadi als Stagiaire. Für die folgende Saison unterschrieb er einen Vertrag bei dem baskischen UCI ProTeam. Bei der Murcia-Rundfahrt wurde er auf der letzten Etappe Sechster. Daraufhin startete er beim Giro d’Italia in seine erste große Rundfahrt, die er auf Platz 144 beendete 2007, musste aber auf der 8. Etappe aufgeben.
2008 beendete er seine Karriere als Radrennfahrer.